# Rohr (Soleure)
Pour les articles homonymes, voir Rohr.
Rohr est une ancienne commune et une localité de la commune de Stüsslingen, située dans le district soleurois de Gösgen, en Suisse.
Depuis le 1er janvier 2021, la commune est intégrée à celle de Stüsslingen.